# Protestantse kerk (Gennep)
De Protestantse kerk in de Nederlands-Limburgse plaats Gennep is een driezijdig gesloten zaalkerk die gebouwd werd tussen 1661 en 1663. Het is de oudste kerk op Nederlands grondgebied die met eigen middelen gebouwd is. Tot 1816 was de kerk Nederduits gereformeerd, de voorloper van het Nederlands-hervormd. De kerk vormt samen met het Petershuis, het gemeentekantoor, de oude kerktoren van de Sint-Martinuskerk en het stadhuis van Gennep aan de Markt een belangrijk deel van het aangezicht van Gennep.
De kerk heeft een kleine, open, achtzijdige dakruiter, waarin 2 klokken van verschillende afmetingen uit 1695 hangen. De bakstenen voorgevel is eenvoudig versierd met een barokke, natuurstenen entree. Boven deze ingang is het wapen van de Heren van Neukirchen-Vluyn aangebracht. Zij waren de kerk zeer toegewijd.
In de kerk is een tongewelf en op de vloer liggen 17de-eeuwse plavuizen. De aanwezige eikenhouten kansel met houtsnijwerk staat vanaf de voltooiing in 1663 in deze kerk. Een van de kaarsenkronen moest na de verwoestingen van de Tweede Wereldoorlog vervangen worden; de andere stamt uit 1671. Het kerkorgel werd in 1708 geschonken door Godfried van Neukirchen en Aldia van Tengnagel bij hun huwelijk en kon vanaf 1715 gebruikt worden. Slechts een deel van de pijpen, het lofwerk en de twee engelen, staande op het orgel, bleven gespaard tijdens de gevechtshandelingen van 1944-1945.

## Geschiedenis van de kerk

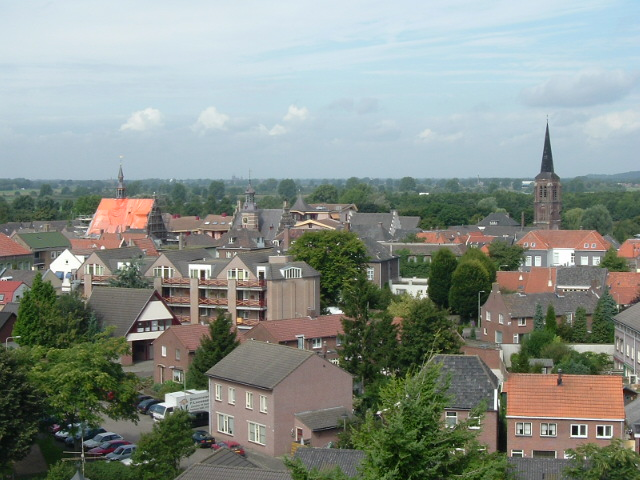
De Protestantse kerk aan de linkerzijde, renovatie 2005

Doordat Gennep onder het neutrale Brandenburg-Pruisen viel, was het een geliefd toevluchtsoord voor protestanten uit de Nederlanden die in opstand waren gekomen tegen de Spaanse koning. In 1571 stichtten de protestanten de “Hollandische Flüchtlingsgemeinde” in Gennep. Een eigen gebouw was er niet en men ging ter kerke in boerderijen, het stadhuis en een nabij gelegen kapel in Ven-Zelderheide. In 1650 besloot de kerkenraad de mogelijkheden te onderzoeken om een eigen kerkgebouw in Gennep te bouwen.
Johan Maurits van Nassau-Siegen stond als regent-stadhouder van Kleef de bouw van de kerk toe. Dominee Engelen reisde meer dan 200 gemeenten af voor een gift voor de bouw in 3 jaar tijd. In 1659 was het zo ver dat aannemer Henderick Robbers kon beginnen. Hij gebruikte een ontwerp in Hollands classicistische stijl uit 1650. Dit ontwerp is waarschijnlijk van de hand van Pieter Post.
Op Eerste Pinksterdag 1663 was de kerk gereed en werd de eerste dienst gehouden. De klokkentoren werd pas in 1695 geplaatst en heeft een weerhaan uit 1671.
In 1902 restaureerde men het gebouw. Tijdens de gevechtshandelingen rondom Gennep in 1944-1945 raakte de kerk ernstig beschadigd. Een bom viel naast het orgel en verwoestte een deel van de voorgevel, een zijgevel en het dak. Hoewel de top van de toren werd geschoten, bleef de haan gespaard. Na de Tweede Wereldoorlog moest het gebouw dan ook hersteld worden. Dit bleek niet afdoende te zijn en in 2005 volgde een grondige renovatie.

## Kerkende gemeente
De kerk is de enige protestantse kerk in geheel Noord-Limburg ten noorden van Venray. De Protestantse Gemeente Gennep en Omstreken telde in 2019 220 leden; dit is 1,3% van de totale bevolking in deze streek. De leden wonen in Afferden, Aijen, Bergen, Gennep, Heijen, Middelaar, Milsbeek, Mook, Ottersum, Siebengewald, Well en Wellerlooi. Diverse gemeenteleden hebben een katholieke partner.